# Pieter Herman van der Trappen
Pieter Herman van der Trappen (Naaldwijk, 27 september 1895 - Alphen aan den Rijn, 30 mei 1953) was een Nederlands ingenieur, officier in het Nederlandse leger en auteur van autotechniek.

## Biografie
Op 27 september 1895 wordt in Naaldwijk als derde kind van Arie Jacobus Marinus van der Trappen en Marianna Henrietta van Waveren Pieter (Piet) Herman van der Trappen geboren. Op 1 januari 1918 is hij ingeschreven als inwoner van Breda. Op 1 januari 1923 als inwoner van de gemeente Ginneken en Bavel, net buiten Breda en in 1924 werd hij officier in het Nederlandse leger. Hij geeft uiteindelijk les aan de Militaire Academie in Breda waar hij als Eerste Luitenant van de artillerie onder andere autotechniek doceert uit eigen geschreven lesboeken.
In de economisch lastige tijden van het interbellum breekt hij zich samen met een mede officier het hoofd over een manier om het Nederlandse leger te motoriseren. Aanvankelijk gaat men ervan uit dat daartoe in geval van mobilisatie civiele voertuigen geconfisqueerd zullen moeten worden, maar de zware op 2 achterwielen aangedreven vrachtwagens uit die tijd zijn niet geschikt voor diensten buiten de al eenvoudige wegen die Nederland dan nog niet zo veel rijk is, laat staan de terrein omstandigheden waarin een legen nu eenmaal heeft om te gaan. Hun beider ideeën krijgen vastere vorm als in de zomer van 1935 er contacten ontstaan tussen de importeur van Chevrolet in Nederland en Hub van Doorne. 
In september 1935 is er een prototype van de eerste met een Trado-as uitgeruste 4-wiel-aangedreven vrachtwagen. Van der Trappen gaat er in de Wieringermeerpolder bij Alkmaar mee te rijden. De Trado 2 wordt zelfs tot in Roemenië uitgeprobeerd en wordt uiteindelijk de standaard oplossing voor de Nederlandse geschuttrekker. Chevrolet- en ook Ford vrachtwagens wordt voorzien van het allespakket en een eenvoudige opbouw en worden uiteindelijk ook door de Duitse Wehrmacht gebruikt
Dezelfde as in weer een verbeterde vorm wordt samen met een Ford V8 motor in 1939 in 12 stuks gebouwd voor het 3e van 4 pansterwagen Eskadrons. "Vechtwagens" zoals de vooroorlogse Nederlandse naam is, hebben in de meidagen van 1940 maar een bescheiden rol, omdat de meeste nog op het in te bouwen geschut wachten.
Als officier moet Van der Trappen tegen het einde van de Tweede Wereldoorlog zich weer melden voor internering en is van kort na de capitulatie weer in Nederland.
Hij blijft betrokken bij DAF en is een van de geestelijke vaders van de naoorlogse succesvolle DAF-generatie van de 328 die dezelfde aandrijflijn heeft als de YP408 en voortborduurt op de ideeën van de TRADO.
Van der Trappen overlijdt op 30 mei 1953 op 58-jarige leeftijd tijdens een roeiwedstrijd in Alphen aan de Rijn.